# Vereinbarte Verwaltungsgemeinschaft Gengenbach
Vereinbarte Verwaltungsgemeinschaft Gengenbach – wspólnota administracyjna w Niemczech, w kraju związkowym Badenia-Wirtembergia, w rejencji Fryburg, w regionie Südlicher Oberrhein, w powiecie Ortenaukreis. Siedziba wspólnoty znajduje się w mieście Gengenbach, przewodniczącym jej jest Michael Roschach.
Wspólnota administracyjna zrzesza jedno miasto i dwie gminy wiejskie:
- Berghaupten, 2448 mieszkańców, 9,70 km²
- Gengenbach, miasto, 11 127 mieszkańców, 61,91 km²
- Ohlsbach, 3178 mieszkańców, 11,14 km²